# Видяево (пункт базирования)
Видяево — пункт базирования Северного флота России. Располагается в ЗАТО Видяево Мурманской области. Находится приблизительно в 48 км к северо-западу от Мурманска. Носит имя советского подводника времён Великой Отечественной войны Ф. А. Видяева.
Пункт включает военный городок Видяево и два места базирования кораблей: Ара-губу в 10 км к северу от города и Ура-губу, непосредственно к востоку от города.
В 1991—1996 годах в Ура-губе базировался ТАВКР «Адмирал Кузнецов», для чего в 1989 году был изготовлен и доставлен в Видяево сверхтяжелый плавучий железобетонный причал проекта 16182, установленный вдоль берега у устья губы Урица. Рядом с ним находится также плавучий причал для недостроенного атомного ТАВКР «Ульяновск».
В 1958 году была сформирована 7-я дивизия подводных лодок, включавшая 162-ю и 297-ю бригады подводных лодок, базирующихся на Ура-губу. В 1961 году на базе 7-й дивизии создана 9-я эскадра, объединившая все соединения подводных лодок, базировавшиеся на Видяево. В 1994 году 9-я эскадра была переформирована в Видяевский район базирования сил флота.

## Подводные лодки, базирующиеся вВидяево
7-я дивизия подводных лодок
- Б-276 «Кострома» — атомная подводная лодка проекта 945. В составе флота с 1987 года. В ремонте.[4]
- Б-336 «Псков» — атомная подводная лодка проекта 945А. В составе флота с 1993 года.[4]
- Б-534 «Нижний Новгород» — атомная подводная лодка проекта 945А. В составе флота с 1990 года. В ремонте.[4]
- Б-414 «Даниил Московский» — атомная подводная лодка проекта 671РТМК. В составе флота с 1990 года.[4]
- Б-448 «Тамбов» — атомная подводная лодка проекта 671РТМК. В составе флота с 1992 года[4]